# موزه تاریخ ایروان
موزهٔ تاریخ ایروان (ارمنی: Երևանի Պատմության Թանգարան) که در سال ۱۹۳۱ بنیهان نهاده شد، موزه‌ای تاریخی است که هدف آن به نمایش گذاردن تاریخ ایروان، پایتخت کشور ارمنستان می‌باشد. ساختمان جدید موزه در سال ۲۰۰۵ در جنب ساختمان شورای شهر ایروان بنا شد. معمار این ساختمان جیم توروسیان بود. در این موزه بیش از ۸۷٬۰۰۰ شی به نمایش گذاشته شده است.

## نگارخانه

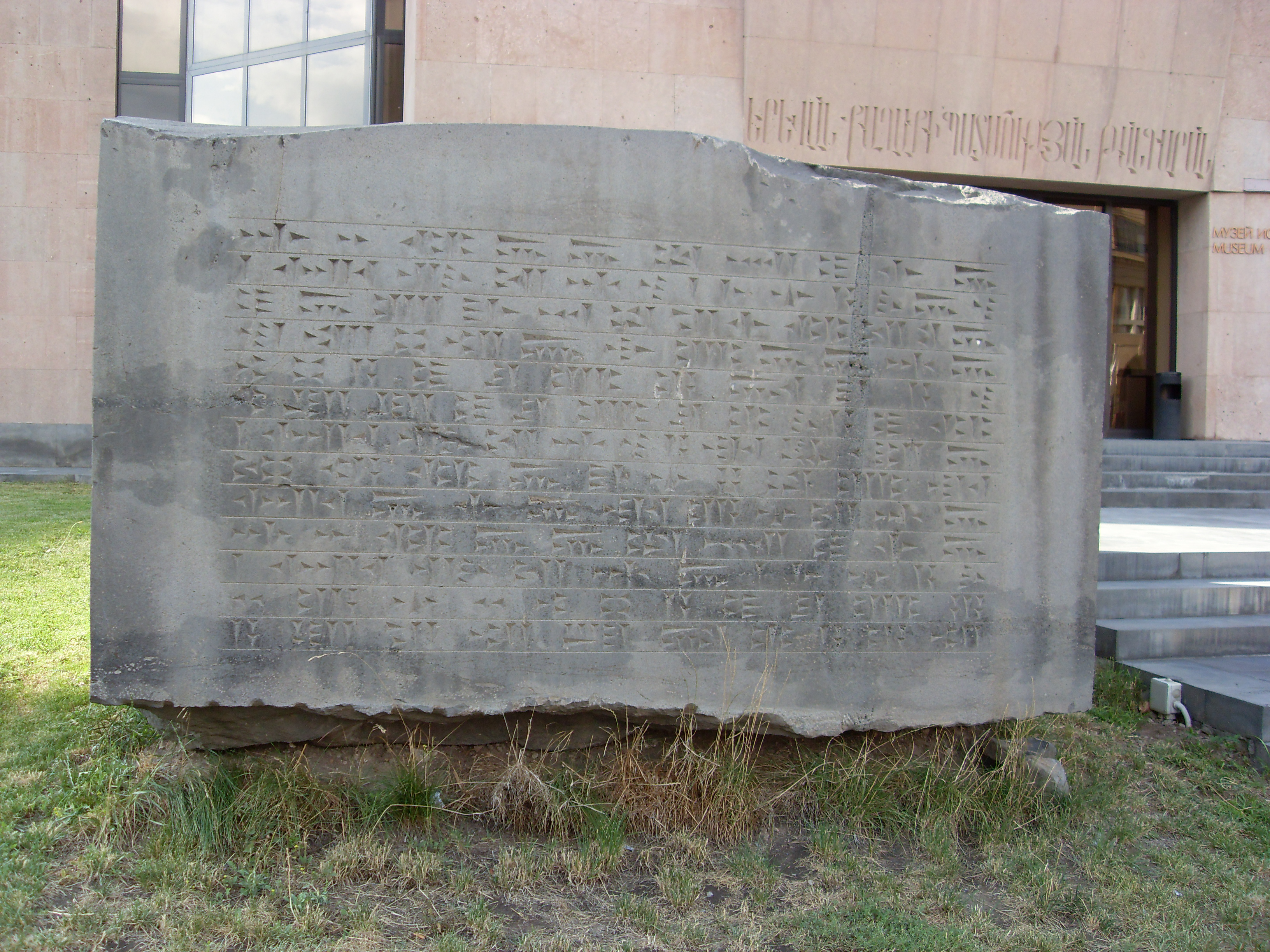